# Gaspar Corte-Real

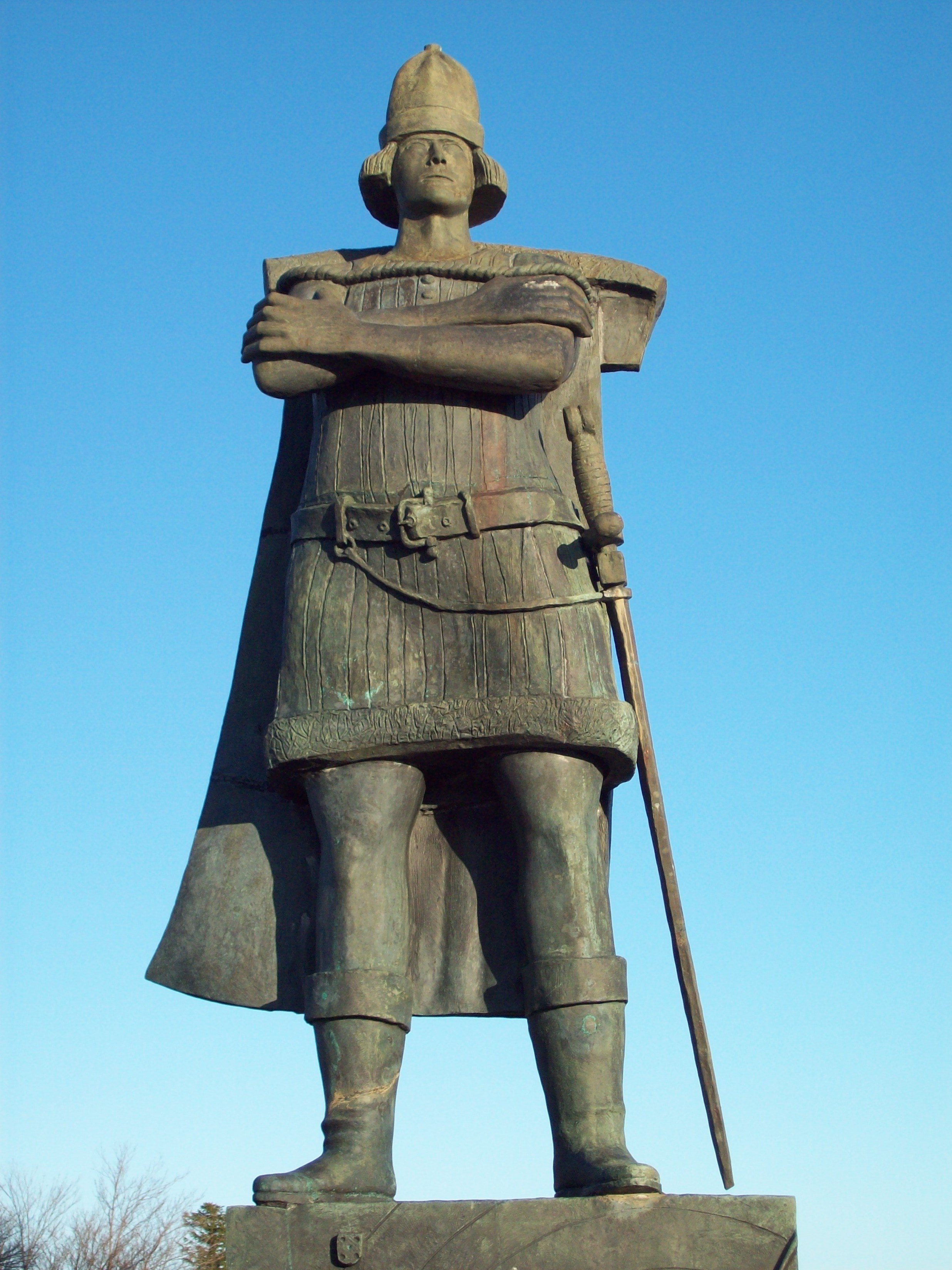
Pomnik Gaspara Corte-Real
w St. John’s

Gaspar Corte-Real (lub Cortereal) (ur. ok. 1450, zm. 1501) – portugalski żeglarz i odkrywca. Jeden z niewielu podróżników z tego kraju, który podjął próbę odnalezienia Przejścia Północno-Zachodniego.

## Życiorys
Gaspar był synem João Vaz Corte-Reala, półlegendarnego żeglarza, który, jak sądzą niektórzy, był pierwszym Europejczykiem, który dotarł do wybrzeży amerykańskich na całe dwadzieścia lat wcześniej przed Krzysztofem Kolumbem i Johnem Cabotem. 
W roku 1500 Gaspar, kierując flotyllą dwóch statków, dopłynął do Grenlandii, a następnie płynąc wzdłuż jej wschodniego wybrzeża dotarł do granicy lodu. Powrócił na południe i próbował tego samego przedsięwzięcia zachodnim brzegiem, płynąc Cieśniną Davisa, lecz z tym samym skutkiem. W kolejnym roku 1501 zorganizował następną wyprawę (wziął w niej udział starszy brat Gaspara Miguel). Wyprawa dotarła do Labradoru. Płynąc wzdłuż wybrzeży na południe, dotarli do Nowej Fundlandii, biorąc do niewoli około 60 Indian. Tam też bracia rozdzielili się, Miguel powrócił z dwoma statkami do Portugalii, a Gaspar wyruszył na południe. W czasie tej wyprawy Gaspar ze swą załogą zaginął bez wieści. Statek prawdopodobnie zatonął w burzy morskiej. Podjęta w następnym roku wyprawa Miguela w celu odnalezienia Gaspara zakończyła się niepowodzeniem i zaginięciem Miguela.